# ムスタファ・サンダル
ムスタファ・サンダル（Mustafa Sandal、1970年1月11日 - ）は、トルコのポップ・ミュージック界を代表する男性歌手。愛称はムスティ。

## 来歴
- イスタンブールに生まれる。
- 少年時代から母国を離れ、高校はスイス、大学はアメリカのニューハンプシャー大学でマーケティングを学ぶが、大学在学中に音楽の道へ進むことを決意し、トルコへ帰国。
- 1994年、『Suç Bende』でデビュー。いきなりCD20万枚、カセットテープ150万本を売り上げ、この年トルコで最も売れたアルバムとなった。
- 1996年、『Gölgede Aynï』をリリース。こちらは、CD60万枚、カセットテープ250万本を売り上げる。また、このアルバムから「Araba」がヒットする。
- 1997年、イゼル（英語版）のアルバム『Emanet』をプロデュースする。
- 1998年、『Detay』をリリース。「Aya Benzer」がシングル・カットされチャートの首位を獲得。
- 1999年、フランスのソニーと契約。
- 2000年、過去の曲をヨーロッパ・マーケット向けに再編集した『Araba』をリリースし、世界デビュー。
- 2003年、ナタリア (ギリシャの歌手)（英語版）とデュエット。
- 2005年、パンジャービーMCのカバー曲「İsyankar」で、ドイツのレゲエ・シンガーのジェントルマンとコラボレーション。
- 2008年1月、セルビアのボスニア人歌手、エミナ・ヤホヴィッチと結婚し、8月には息子が生まれている。

## ディスコグラフィ

### アルバム
- トルコ
  - Suç Bende 1994年
  - Gölgede Aynı 1996年
  - Detay 1998年
  - Akışına Bırak 2000年
  - Kop 2002年
  - Devamı Var 2007年
  - Karizma  2009年

- 欧米
  - Araba 1999年
  - Seven 2003年

### マキシ・シングル
- トルコ
  - Maxi Sandal 2003 2003年
  - İste 2004年
  - Yamalı Tövbeler 2005年

### シングル
- 欧米
  - Aya Benzer 2003(Moonlight) 2003年
  - Araba 2004 2004年
  - İsyankar 2006年